# Ferriet (magneet)

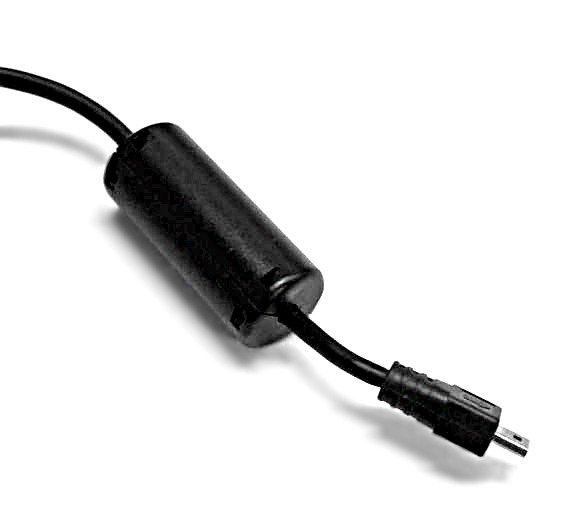
Ferrietkraal om een USB-kabel

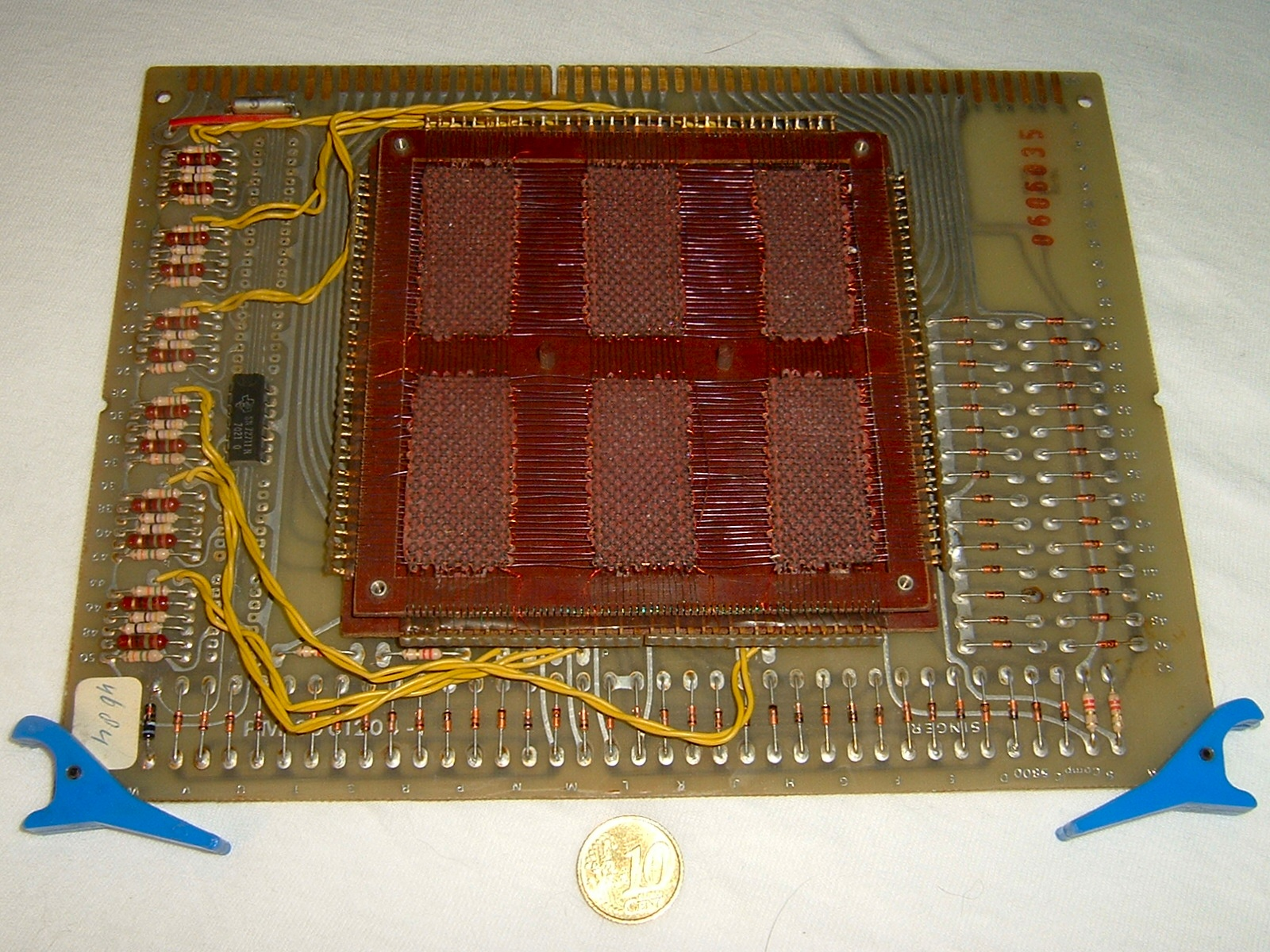
Ringkerngeheugen

Ferrieten zijn ferromagnetische keramische materialen. Ze spelen een rol in hoogfrequente schakelingen en worden onder andere gebruikt als kernmateriaal in spoelen en hoogfrequente transformatoren.
Veel radiotoestellen bevatten in het inwendige een staaf van ferriet waaromheen een spoel is gewikkeld, als antenne voor ontvangst van amplitudemodulatie (AM) op de middengolf.
Ferriet wordt in de vorm van kralen ook gebruikt als materiaal om HF-stoorstromen in kabels te onderdrukken, een voorbeeld hiervan zijn de verdikkingen die vaak te vinden zijn bij de einden van computerkabels.
Een andere toepassing van ferrietkralen is in (oude) computergeheugens; magnetisch (ring)kerngeheugen. Voor de komst van goedkope en kleine halfgeleidergeheugens werd informatie opgeslagen in ferrietkernen. Hierbij wordt gebruikgemaakt van de grote hysterese in het magnetisch gedrag van ferriet. Een ferrietring kan daardoor alleen maar 'linksom' of 'rechtsom' gemagnetiseerd worden, tussenstanden zijn er niet. Om de magnetisering van een ferrietring om te laten slaan, moet een elektrische stroompuls van minimale grootte door het ringetje lopen. Bij omklappen van het magnetisme wordt in een tweede draad (de 'leesdraad') een puls-inductiespanning opgewekt. Als de ring al de goede kant op gemagnetiseerd is, gebeurt dat niet en zo kan dus bepaald worden hoe de ring gemagnetiseerd was. Omdat deze leesactie destructief is, moet de oorspronkelijke stand daarna meestal weer hersteld worden.
Om grotere hoeveelheden gegevens op te slaan, werd een 'mat' van elkaar kruisende draden met op ieder kruispunt een ferrietring gebruikt. Bij lezen en schrijven werd in beide richtingen elk iets meer dan de halve benodigde stroom gestuurd. Hierdoor werd alleen de ring op het kruispunt beïnvloed. De leesdraad was dan meestal diagonaal door de mat gevlochten. De capaciteit van dergelijke ringkerngeheugens lag maximaal in de orde van ongeveer een kilobyte.

## Geschiedenis
De grondslag voor moderne synthetische ferrieten werd in de jaren 1930-1945 gelegd door onderzoeken in diverse laboratoria in de wereld, zoals de Japanse onderzoekers V. Kato, N. Kawai en T. Takei in Japan en de Nederlander J. Snoek in het Philips Natuurkundig Laboratorium. Van belang is ook de theorie die de Franse fysicus Louis Néel in 1948 over ferrimagnetisme opstelde. In 1935 startte het Japanse bedrijf TDK met de commerciële productie van ferriet. Vanaf 1945 werden wereldwijd ferrieten op grote schaal geproduceerd, bijvoorbeeld voor gebruik voor spoelen in filters van frequentiemultiplexingsystemen, ferrietantennes in radiotoestellen en in de jaren vanaf 1950 voor gebruik voor afbuigspoelen en voor de hoogspannings(lijn)transformator in televisietoestellen, en voor de reeds genoemde kerngeheugens voor computers.
Met de opkomst van transistoren werden schakelende voedingen en andere omvormers grootschalig ingevoerd, waardoor de behoefte aan ferrietmateriaal voor transformatoren en spoelen nog verder toenam. Nog steeds vinden verbeteringen aan de ferrietmaterialen plaats, waarbij lagere verliezen, hogere werktemperaturen, en hoge werkfrequenties van belang zijn.

## Samenstelling
Vrijwel alle moderne ferrietmaterialen zijn polykristallijn, dat wil zeggen dat zij uit een groot aantal kleine kristalletjes bestaan, en hebben een spinelstructuur, met verhoudingsformule Fe2O3MeO. Hierin is de Me een van de tweewaardige metalen mangaan, zink, nikkel, kobalt, koper, ijzer of magnesium, die bovendien per plaats kunnen verschillen. De meest gebruikte ferrieten zijn mangaanzink en nikkelzink.
Er is een sterke interactie tussen de spin van de metaalionen van de Me- en Fe-posities, die zich tegengesteld richten. De magneetvelden heffen elkaar maar gedeeltelijk op, een essentiële eigenschap van ferrimagnetische materialen. Een belangrijk gegeven is verder dat de tweewaardige niet-magnetische zinkionen de Fe-posities van het driewaardige Fe3+ kunnen innemen, waarbij de Fe3+-ionen dan naar de Me-posities worden verdrongen. Door de verhouding van de oorspronkelijke materialen te wijzigen, kunnen magnetische eigenschappen als curietemperatuur, verzadigingspunt en verliezen binnen zeer ruime grenzen worden gevarieerd, zij het dat verbetering van de ene eigenschap vrijwel altijd ten koste gaat van  een andere eigenschap. Door toevoeging van zeer kleine hoeveelheden van andere elementen of oxiden en door optimale productieprocesinstellingen wordt nog steeds vooruitgang in de combinatie van magnetisch eigenschappen geboekt.

## Productie
Als basismateriaal worden de benodigde materialen, oxiden of carbonaten van de samenstellende metalen, in de juiste verhouding zorgvuldig gemengd, om een homogene verdeling te krijgen. Vervolgens worden dit mengsel gecalcineerd bij ongeveer 1000 °C. Bij dit voor-sinteren worden al ferrieten gevormd. Het aldus gevormde materiaal wordt gemalen meestal in een slurry met water.
De deeltjesgrootte voor zachtmagnetische ferrieten is 10 à 20 µm; binnen deze afmetingen kunnen zich meerdere gebieden van Weiss vormen. Voor hardmagnetische materialen voor productie van permanente magneten is de deeltjesgrootte in de orde van 1 µm, waarbinnen slecht één magnetisch domein kan bestaan.
De aldus verkregen deeltjes worden gedroogd, van een bindermateriaal voorzien en koud in vormen geperst. Dit zogenaamde “groene product” wordt vervolgens gesinterd bij temperaturen van 1150 tot 1300 °C met een zeer goed gecontroleerde omgeving en temperatuurprofiel. Daarbij krimpen de producten tot 20% in lineaire afmeting en 50% in volume. Indien nodig worden de verkregen producten nog vlak geslepen (bijvoorbeeld de raakvlakken van kernhelften).

## Karakteristieke eigenschappen

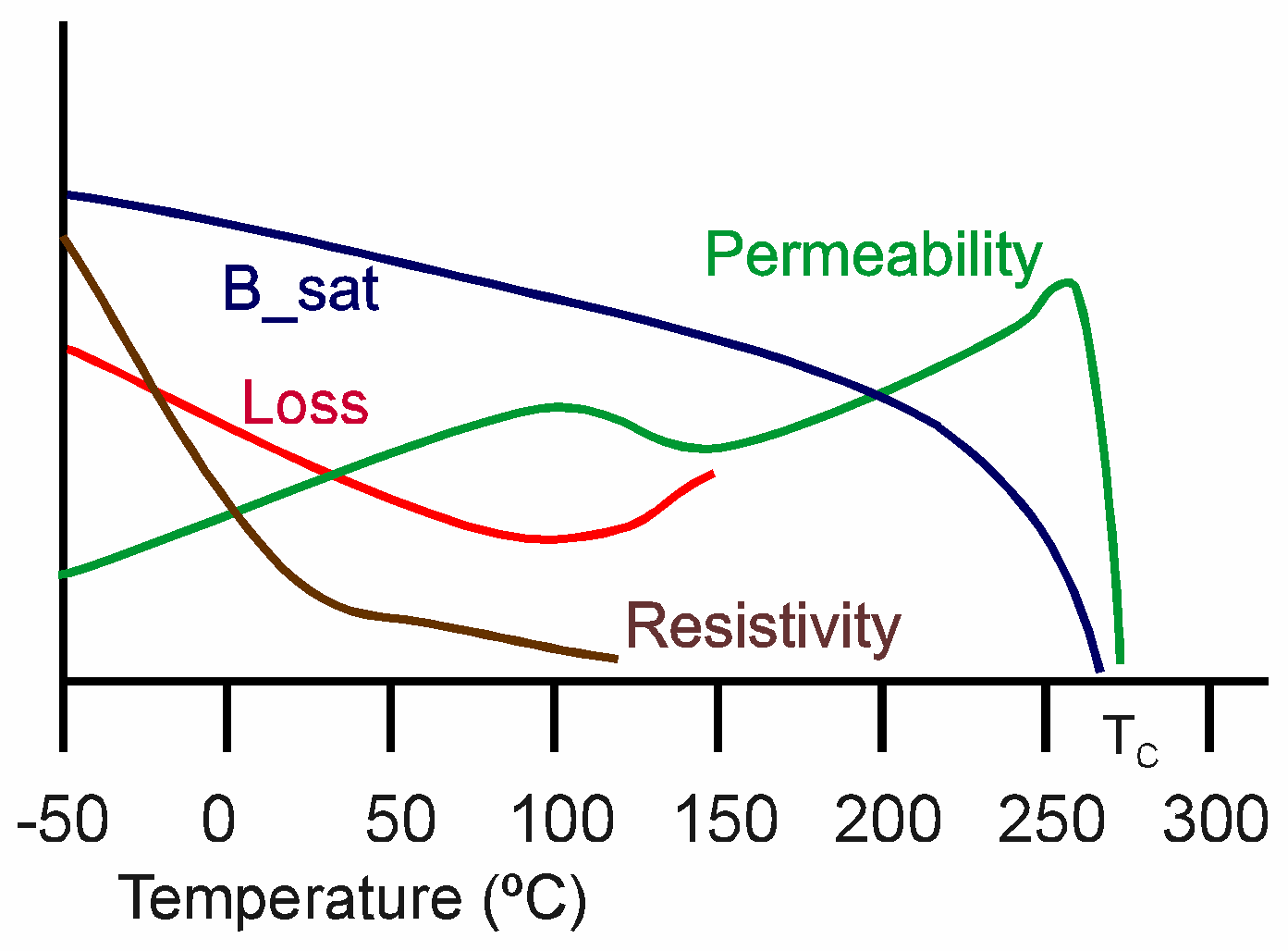
Soortelijke weerstand (resistivity), verzadigingsfluxdichtheid (B_sat), permeabiliteit en totaal verlies (loss) bij wisselmagnetisering voor MnZN-ferriet

Ferriet heeft in vergelijking tot het voor laagfrequente transformatoren gebruikte transformatorblik een hoge elektrische weerstand, waardoor de zogenaamde wervelstroomverliezen klein blijven. Dat maakt het materiaal geschikt voor toepassing in circuits met een hoge werkfrequentie. Ook de hystereseverliezen blijven bij hoge frequentie relatief laag. De verzadigingsfluxdichtheid ligt echter relatief laag, rond de 0,4 tesla bij 25 °C, in tegenstelling tot 1,7 tesla voor transformatorblik. De verliezen bij wisselmagnetisering, zoals die in een transformatorkern optreden, bereiken meestal een minimum bij 80 tot 100 °C, voor hogere frequenties ligt met minimum lager. Dat minimum valt samen met een lokaal maximum van de permeabiliteit. De maximumpermeabiliteit wordt bereikt vlak onder de curietemperatuur. Individuele materialen vertonen echter grote verschillen in permeabiliteitscurves. De verzadigingskarakteristieken daarentegen zijn voor vrijwel alle MnZn-ferrieten gelijk van vorm, waarbij de verzadigingsfluxdichtheid bij 100 °C is afgenomen tot 0,3 tesla. Ook de relatief hoge weerstand (de kristallen waaruit het polykristallijne materiaal bestaat zijn ten opzichte van elkaar elektrisch vrij goed geïsoleerd) heeft altijd dezelfde karakteristiek. De maximaal bruikbare frequentie varieert van enkele honderden kHz tot enkele MHz voor MnZn en tot frequenties tussen 10 en 1000 MHz voor NiZn. De laatste ferrietcategorie heeft echter veel lagere permeabiliteitswaarden en een lagere verzadigingsfluxdichtheid.

## Ferrietkernen

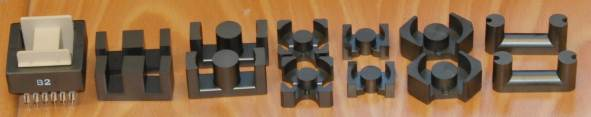
Verschillend gevormde ferrietkernen

Ferrieten worden in zeer uiteenlopende vormen geperst. Het toepassingsgebied is de constructie van spoelen en transformatoren. In de afbeelding zijn te zien van links naar rechts:
Een EE-kern met spoelkoker waarop één of meer wikkelingen voor een spoel of transformator kunnen worden gewikkeld, losse EE-kernhelften, EC-kernhelften (met ronde middenpoot) X-kernhelften, PQ-kernhelften, RM-kernhelften en UU-kernhelften (vaak gebruikt voor hoogspanningstransformators, bijvoorbeeld in tv-toestellen). De EE-kernen lijken qua vorm op de transformatorkernen uit transformatorblik. De kernen met ronde middenpoot vergemakkelijken het wikkelen en hebben voor een gegeven kerndoorsnede de kleinste omtrek, en daardaar ook de minste verliezen in de wikkeling. De X-kernen worden weinig meer gebruikt, maar hebben relatief grote wikkelruimte voor speciale spoelen. De PQ- en RM-kernen hebben in verhouding tot hun kerndoorsnede een relatief klein kernvolume en daardoor weinig kernverliezen, maar hebben weinig wikkelruimte.
In de kernen voor spoelen en transformatoren van zogenaamde fly-back-omvormers wordt vaak een deel van de middenpoot afgeslepen (enkele tiende tot enkele millimeters). In de luchtspleet, die zo ontstaat in de middenpoot, wordt de magnetische energie opgeslagen.